# Rogério Santos
Rogério Santos (Santos, 16 de março de 1966) é um político brasileiro filiado ao Republicanos. Atual prefeito  de Santos desde 1° de janeiro de 2021. É mestre em Odontologia.

## Biografia

### Início e formação
Rogério Santos se formou em odontologia no ano de 1987. 
Em 2012, ele se tornou mestre em saúde coletiva, momento no qual já atuava como gestor público no Instituto Metropolitano de Pesquisas Acadêmicas..

### Vida pública
Durante o ano de 2009, Paulo Alexandre Barbosa, na época deputado estadual, convidou Rogério para ser seu assessor parlamentar. No ano de 2013, foi convidado por Barbosa, que havia se tornado prefeito de Santos, para ser chefe de gabinete. Já em 2017, tornou-se secretário de governo.

### Eleição 2020 para prefeito
Em maio, Rogério se candidatou para as eleições municipais de 2020 como Prefeito de Santos. Disputou o cargo com Ivan Sartori (PSD), que ficou em segundo lugar com 18,60% dos votos; Douglas Martins (PT); Vicente Cascione (PROS); Guilherme Prado (PSOL); Banha (MDB); João Villela (NOVO); Marcio Aurélio (PDT); Bayard (PTB); Thiago Andrade (PCdoB); Moysés Fernandes (PV); Marcelo Coelho (PRTB); Delegado Romano (DC); Tanah Corrêa (Cidadania); Carlos Paz (Avante) e Luiz Xavier (PSTU).
Ganhou no 1° turno com 101.268 (50,58%) dos votos válidos.

## Desempenho em eleições
| Ano  | Eleição             | Partido | Candidato a | Votos        | Resultado |
| ---- | ------------------- | ------- | ----------- | ------------ | --------- |
| 2020 | Municipal de Santos | PSDB    | Prefeito    | 101.268 (1°) | Eleito    |